# Чорнява
Чо́рня́ва — річка в Україні, в межах Коломийського, Тлумацького, Городенківського і Снятинського районів Івано-Франківської області. Ліва притока Пруту (басейн Дунаю).

## Опис
Довжина 63 км. Площа водозбірного басейну 351 км². Похил річки 1,9 м/км. Долина у верхів'ї V-подібна, завширшки до 50 км, нижче розширюється від 0,4—0,5 до 1,5—2,5 км. На пригирлових ділянках зливається з долиною Пруту. Заплава часто переривчаста, подекуди асиметрична, завширшки 0,1—0,2 км. Річище звивисте, іноді розгалужене, завширшки до 15 м. Використовується на промислове водопостачання, рибництво.

## Розташування
Бере початок від злиття кількох польових потічків між селами Михалків, Жукотин і Коршів. Тече спершу на північний схід і схід, потім на південь і південний схід. Впадає до Пруту на південній околиці села Вовчківців.
Притоки: Жукотинський потік, Грушка (праві); Кадлуби, Лукач (ліві).
Над річкою: смт. Обертин і Гвіздець.